# Novouralsk
Novouralsk (tiếng Nga: Новоуральск) là một thành phố Nga. Thành phố này thuộc chủ thể Sverdlovsk Oblast. Thành phố có dân số 95.414 người (theo điều tra dân số năm 2002). Đây là thành phố lớn thứ 174 của Nga theo dân số năm 2002. Dân số qua các thời kỳ: 85,519 (Điều tra dân số 2010); 95,414 (Điều tra dân số 2002).